# Nicolau Prepòsit
Nicolau Prepòsit (en llatí Nicolaus Praepositus en grec antic Νικόλαος "Nikólaos") fou un metge italià que va dirigir la famosa escola de medicina de Salern a la segona meitat del segle xii.
Es diu que era de família noble i que va adquirir considerable riquesa. Va ser el metge més famós del seu temps. Se li van atribuir dos tractats sobre farmàcia:
- "Antidotarium Magnum" o "Nicolaus Major" (o Magnus), per a ús dels adroguers
- "Antidotarium Parvum" o "Nicolaus Minor" (o Parvus) per ús dels metges

Sembla que només va escriure el segon amb 150 fórmules i el primer era obra de Nicolau Mirepsos, però hi ha autors que ho contradiuen. El seu "Antidotarium" en llatí va ser molt popular a l'edat mitjana i es va imprimir per primer cop el 1471 a Venècia.